# Пит Бест
Рандолф Питер Бест (енгл. Randolph Peter Best; Мадрас, 24. новембар 1941), рођен као Рандолф Питер Сканланд (енгл. Randolph Peter Scanland) енглески је музичар и текстописац, познат по томе што је био првобитни бубњар Битлса. Добио је отказ 1962. године по захтеву Џорџа Мартина, пре него што су Битлси снимили свој први сингл.

## Каријера
Групи се придружио 1959. године, након што је Пол Макартни одлучио да престане да буде повремени и привремени бубњар. Његови родитељи су били власници једног ноћног клуба у Ливерпулу, што је додатно мотивисало „Битлсе“ да га приме. Касније је са групом отпутовао у Хамбург, где су имали вечерње наступе. Поред њега, у групи су били и Џон Ленон, Пол Макартни, Џорџ Харисон и Стјуарт Сатклиф. Када није био у стању да свира, повремено га је мењао суграђанин остатка групе- Ринго Стар. Након повратка из Хамбурга, његов, дотада, неприметан ритам постао је знатно гласнији и организованији.
1962. године, нови менаџер групе, Брајан Епштајн послао је на више места демо-снимке групе. Након одбијања продуцената из „Дека Рекордса“, добили су уговор са ЕМИ-Парлофоном, али је услов продуцента Џорџа Мартина био да он буде замењен. Након личног разговора са њим, морао је да пристане. Данас, ипак, зарађује део новца од старијих аматерских снимака, махом сврстаних на колекцију „Антологија 1".